# El anillo
"El anillo" é uma canção da cantora norte-americana Jennifer Lopez, lançada como single nas plataformas digitais em 26 de abril de 2018, pelas gravadoras Nuyorican Productions e Sony Music Latin. Composta por Edgar Barrera, Andrés Castro, Oscar Hernánde e Jesús Herrera. A música é de gênero pop latino com uma batida de funk brasileiro.

## Divulgação
Jennifer lançou a música com uma performance no Billboard Latin Music Awards de 2018.

## Vídeo musical
O videoclipe de "El Anillo" foi dirigido por Santiago Salviche e filmado em Los Angeles. No clipe, a cantora interpreta uma rainha que precisa ser conquistada por um pretendente em potencial interpretado pelo ator espanhol Miguel Ángel Silvestre.

## Faixas e formatos
| Download digital / Streaming |             |         |  |
| N.º                          | Título      | Duração |  |
| 1.                           | "El anillo" | 2:56    |  |

## Desempenho
| Tabela musical (2018)                           | Melhor posição |
| ----------------------------------------------- | -------------- |
| República Dominicana (Monitor Latino)           | 1              |
| Bolívia (Monitor Latino)                        | 9              |
| Equador (National-Report)                       | 44             |
| França (SNEP)                                   | 163            |
| Panamá (Monitor Latino)                         | 8              |
| Espanha (PROMUSICAE)                            | 9              |
| Suíça (Schweizer Hitparade)                     | 93             |
| Estados Unidos (Bubbling Under Hot 100 Singles) | 10             |
| Estados Unidos (Billboard Hot Latin Songs)      | 12             |
| Venezuela (National-Report)                     | 23             |

## Histórico de lançamento
| País  | Data                | Formato(s)                 | Gravadora              | Ref.  |
| ----- | ------------------- | -------------------------- | ---------------------- | ----- |
| Mundo | 26 de abril de 2018 | Download digital streaming | Nuyorican / Sony Latin | [ 2 ] |